# 八路军雁门关伏击战遗址
八路军雁门关伏击战遗址，位于中华人民共和国山西省忻州市代县雁门关乡太和岭口村，已列为山西省文物保护单位。

## 保护
2021年8月4日，八路军雁门关伏击战遗址由山西省人民政府公布为第六批山西省文物保护单位，编号6-314。